# IRL Indy Lights

Логотип серии с 1991-1993 и с 2008 по 2013 годы.

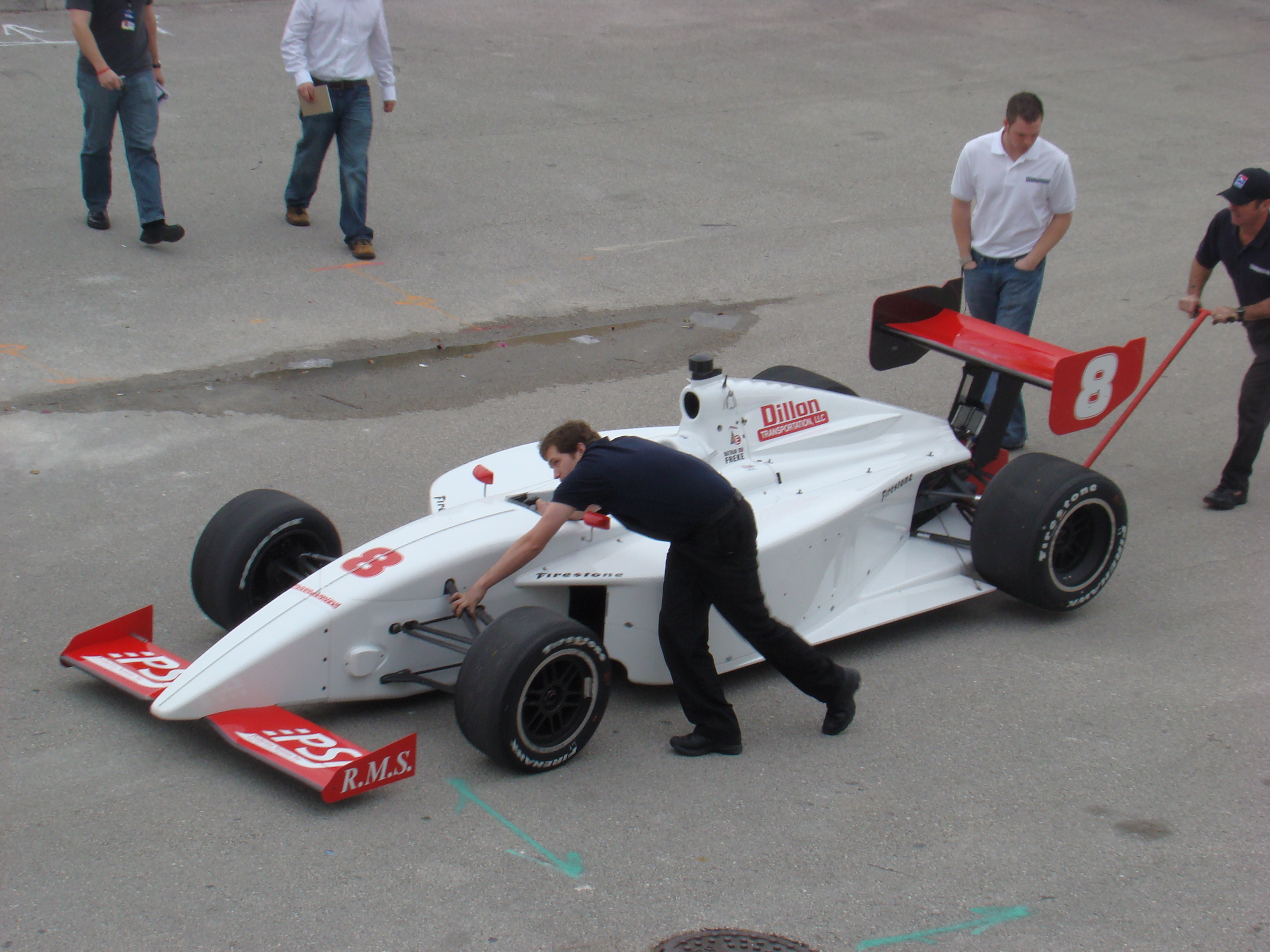
Тесты серии в 2008-м году на Homestead-Miami Speedway.

Инди NXT — автогоночный чемпионат, проводящийся с 1986 года, как серия гонок поддержки и младший дивизион одного из главных первенств «чампкаров» (в 1986—2001 — серии CART, в 2002—2007 IRL, с 2008 - INDYCAR).

## История серии
| Наименование серии | Наименование серии          |
| Годы               | Название серии              |
| ------------------ | --------------------------- |
| 1986—1990          | CART American Racing Series |
| 1991—2001          | CART Indy Lights Series     |
| 2002—2005          | IRL Infiniti Pro Series     |
| 2006—2007          | IRL Indy Pro Series         |
| 2008—2022          | IRL Firestone Indy Lights   |
| с 2023             | Firestone Indy NXT Series   |

### Начало
В начале 1960-х годов машинами с открытыми колёсами называли переднемоторные родстеры. Серии гонок на таких машинах делились на гонки спринткаров и гонки миджетов. К концу 1960-х изменился стиль машин с открытыми колёсами — двигатель теперь стал располагаться сзади.
Сами же гонки на машинах с открытыми колёсами в США изначально проводились под эгидой AAA, однако в 1955 г., после гибели Билла Вуковича на Indy 500, а также после катастрофы во время гонки 24 часа Ле-Мана, в прессе поднялась кампания, под давлением которой ААА отказалась от проведения гонок. Выход был найден быстро — Тони Халмен (владелец трассы в Индианаполисе, принимающей главную гонку чемпионата — 500 миль Индианаполиса) создал новый автоклуб — USAC, который и проводил чемпионат до 1979 г.
В конце 1970-х гг. некоторые владельцы команд были все больше недовольны деятельностью USAC, в частности, неумелой, по их мнению, продажей телевизионных прав, а также низкими доходами собственно команд. В 1978 г. Дэн Герни опубликовал «Открытое письмо» с изложением причин своего недовольства, однако отвечать на него было уже некому — в 1978 г. потерпел катастрофу частный самолёт, на борту которого погибли 9 человек из высшего руководства USAC. Вскоре после этого умер основатель USAC и владелец трека в Индианаполисе Тони Халмен.
Дэн Герни, а также лидеры недовольных руководителей команд Роджер Пенске и Пэт Патрик призвали более активно продвигать чемпионат — в частности на телевидении. Они исходили из опыта Берни Экклстоуна, создавшего FOCA для представления коммерческих интересов Ф1.
В 1979 г. часть команд чемпионата USAC решила взять управление гонками в свои руки и создала организацию CART — Championship of Auto Racing Teams, отличительной чертой которой было то, что управление было в руках самих команд, а также представителей спонсоров. Также в новую организацию вошли и владельцы автодромов, предоставившие свои трассы для гонок. Санкционирующей организацией была SCCA — ещё одна американская автоспортивная ассоциация.
Первоначально USAC пытался игнорировать новый чемпионат, не допустив его участников на гонку Indy 500, но те подали в суд и выиграли. В 1980 г. CART заполучил большую часть команд, гонщиков и трасс прежнего чемпионата. В ведении USAC скоро осталась лишь Indy 500, и в 1981 г. USAC полностью отказался от проведения своего чемпионата, передав все права CART, сохранив за собой лишь Indy 500, которая, тем не менее, шла в зачёт нового чемпионата. Новая серия принялась динамично развиваться, главным образом благодаря поддержке телевидения, в орбиту которого в тот период попали автогонки. Серия также начинает расширять и географию своих этапов, войдя в конфликт с руководством Формулы-1 в лице коммерческого директора Берни Экклстоуна, когда стала проводить этапы также в Канаде и в Австралии (правда Экклстоуну удалось сохранить монополию Формулы-1 на Японию, где CART в какой-то момент также планировала проводить этап).

### Под эгидой серии CART (1986—2001 год)
После урегулирования всех вопросов с USAC руководство серии задумалось о развитии серии. В 1986 году была создана серия поддержки на схожей технике для подготовки молодых пилотов. В момент расцвета и пика популярности основной серии в середине 1990-х и Indy Lights пользовалась довольно большой популярностью.
Нынешнее название серии — Indy Lights — введено в оборот в 1991 году, до 1991 года серия носила название American Racing Series.
Гонки серии обычно проводились утром, в день гонки серии CART. В первые годы в календаре серии отсутствовали этапы на суперспидвеях, но позже и гонки на них были включены в расписание сезона. Indy Lights не проводила этап на Indianapolis Motor Speedway, делая в этот период паузу в чемпионате.
К концу 1990-х CART начинает испытывать финансовые проблемы, будучи всё менее конкурентоспособной в борьбе за спонсоров с набирающей силу серией IRL, созданной в качестве альтернативы в 1996 году. После окончания сезона-2001 руководство CART отказалась от проведения своей младшей серии, сославшись на то, что также существовавшая в это время Formula-Atlantic вполне удовлетворяла потребности серии в молодых гонщицких кадрах.
В 1986—1992 серия использовала шасси March (по сути это было модифицированное шасси 85B, построенное в своё время для европейской Формулы-3000). В 1993-м ему на смену пришло шасси Lola. В качестве поставщика двигателей всё время выступал Buick со своим V-образным 6-цилиндровым двигателем.
За этот период существования серия пропустила через себя нескольких пилотов, которые в будущем определяли лицо чемпионатов CART и IRL. Чемпионами серии становились, например, Пол Трейси, Скотт Диксон, Тони Канаан и Кристиано да Матта.

### Под эгидой IRL (с 2002 года)
Уже в 2002 году серия была восстановлена, но уже в качестве гонки поддержки главного первенства IRL. В первые годы концепция серии предпалогала только гонки на трассах овального типа — это не находило большой популярности среди потенциальных новичков и на старт редко выходило больше полутора десятков участников. Однако, со сменой в 2005 году концепции серий проводящихся под контролем IRL — появлении в календаре этапов на трассах дорожного типа — число участников постепенно прибавилось.
Поставщиком шасси с 2002 года является Dallara. В качестве двигателя используется модифицированная весия 3,5-литрового двигателя Infiniti V8.
Отличительной особенностью серии являлось проведение во время отдельных уик-эндов сдвоенных соревнований, а также проведение дополнительного этапа во время Гран-при США Формулы-1.

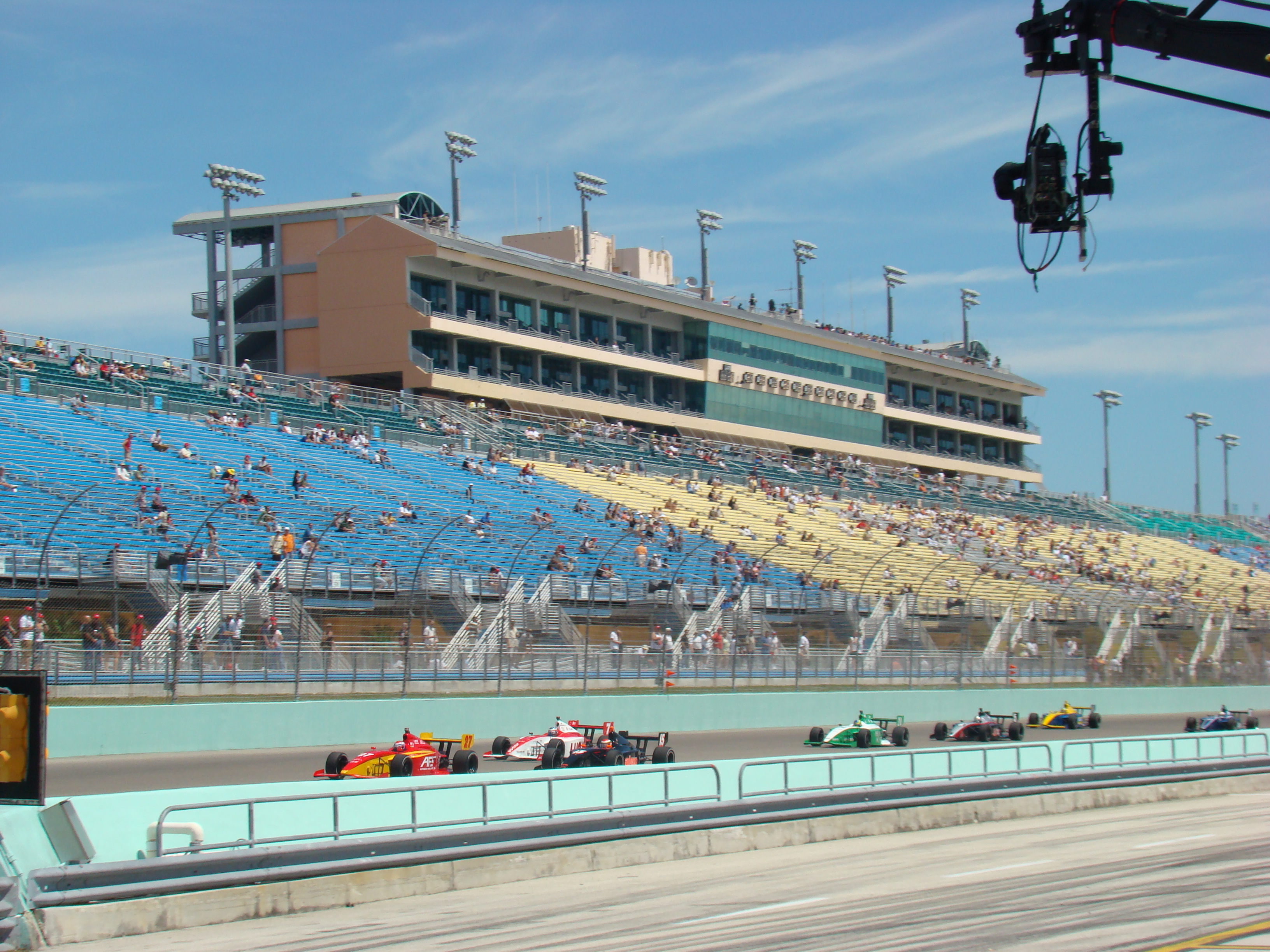
Выброс зелёного флага на гонке Miami 100 на Homestead-Miami Speedway в 2008 году.

В конце 2007 года IRL выкупила права на историческое название серии и с 2008 года переименовала чемпионат в Indy Lights.
В календаре серии имеются две знаковые гонки — Firestone Freedom 100 (проводящаяся на Indianapolis Motor Speedway) и Liberty Challenge (проводившаяся в 2005—2007 году во время Гран-при США).
9 сентября 2007 на этапе серии в Чикаголенде Логан Гомес выиграл гонку, опередив финишировавшего вторым Алекса Ллойда на 0,0005 секунды (то есть на 44 мм. При этом скорость машин составляла 302 км/ч) Данный разрыв оказался самым маленьким в истории автоспорта. В 2008-м году это достижение вошло в книгу рекордов Гинесса, как самый маленький разрыв на финише в автоспорте.

## Техника

### Шасси
- Марка/модель Dallara IL15
- Ширина: 76 дюймов.
- Длина: 192 дюйма.
- Колёсная база: 117 дюймов.
- Ширина кокпита: 19 дюймов.
- Сбор данных: Специализированная система Cosworth собирает с шасси ряд технических сведений (угол поворота рулевого колеса, скорость вращения колёс и др.).
- Характеристика шасси: Монокок, одноместный, с открытым кокпитом и открытыми колёсами.
- Аэродинамика: Ступенчатое днище, навесное переднее и заднее антикрыло.
- Конструкция: Монокок содержит кокпит, топливный бак и переднюю подвеску. Двигатель является несущим элементом шасси. Задняя часть содержит коробку передач и заднюю подвеску.
- Материалы: Углепластик и другие композиты.
- Поставщик шасси: Dallara.
- Ёмкость топливного бака: 25 галлонов.
- Вес шасси: 1,400 фунтов.
- Высота: 37 дюймов.

### Двигатель
- Производитель/модель: AER P63
- Рабочий объём: 2.0 литра, с турбонаддувом.
- Конфигурация: Рядный, 4 цилиндра
- Прочее: 450-500 лошадиных сил; 8200 об/мин.
- Топливо: неэтиловый бензин.
- КПП: шестиступенчатая, секвентальная, с подрулевыми переключателями от Life Racing.

### Шины
- Поставщик шин: Cooper.
- Размер передних покрышек: 23.5 дюймов.
- Размер задних покрышек: 24.8 дюйма (правая) и 24.5 дюйма (левая).
- Диаметр колеса: 15 дюймов.
- Ширина передних колёс: 10 дюймов.
- Ширина задних колёс: 14 дюймов.

## Чемпионы серии
| Сезон                       | Пилот                                      | Команда                                    | Шасси                                      | Мотор                                      |
| CART American Racing Series | CART American Racing Series                | CART American Racing Series                | CART American Racing Series                | CART American Racing Series                |
| --------------------------- | ------------------------------------------ | ------------------------------------------ | ------------------------------------------ | ------------------------------------------ |
| 1986                        | Фабрицио Барбацца                          | Arciero Racing                             | March                                      | Buick                                      |
| 1987                        | Дидье Тес                                  | Truesports                                 | March                                      | Buick                                      |
| 1988                        | Джон Бихуйс                                | Enterprise Racing                          | March                                      | Buick                                      |
| 1989                        | Майк Грофф                                 | Leading Edge Motorsport                    | March                                      | Buick                                      |
| 1990                        | Пол Трейси                                 | Landford Racing                            | March                                      | Buick                                      |
| CART Indy Lights Series     |                                            |                                            |                                            |                                            |
| 1991                        | Эрик Башелар                               | Landford Racing                            | March                                      | Buick                                      |
| 1992                        | Робби Бюл                                  | Leading Edge Motorsport                    | March                                      | Buick                                      |
| 1993                        | Брайан Херта                               | Tasman Motorsports                         | Lola                                       | Buick                                      |
| 1994                        | Стив Робертсон                             | Tasman Motorsports                         | Lola                                       | Buick                                      |
| 1995                        | Грэг Мур                                   | Forsythe Racing                            | Lola                                       | Buick                                      |
| 1996                        | Дэвид Эмпрингем                            | Forsythe Racing                            | Lola                                       | Buick                                      |
| 1997                        | Тони Канаан                                | Tasman Motorsports                         | Lola                                       | Buick                                      |
| 1998                        | Кристиано да Матта                         | Tasman Motorsports                         | Lola                                       | Buick                                      |
| 1999                        | Ориоль Сервия                              | Dorricott Racing                           | Lola                                       | Buick                                      |
| 2000                        | Скотт Диксон                               | PacWest Lights                             | Lola                                       | Buick                                      |
| 2001                        | Таунсенд Белл                              | Dorricott Racing                           | Lola                                       | Buick                                      |
| IRL Infiniti Pro Series     |                                            |                                            |                                            |                                            |
| 2002                        | Эй-Джей Фойт IV                            | A.J. Foyt Enterprises                      | Dallara                                    | Infiniti                                   |
| 2003                        | Марк Тэйлор                                | Panther Racing                             | Dallara                                    | Infiniti                                   |
| 2004                        | Тьяго Медейрос                             | Sam Schmidt Motorsports                    | Dallara                                    | Infiniti                                   |
| 2005                        | Уэйд Каннингем                             | Brian Stewart Racing                       | Dallara                                    | Infiniti                                   |
| IRL Indy Pro Series         |                                            |                                            |                                            |                                            |
| 2006                        | Джей Ховард                                | Sam Schmidt Motorsports                    | Dallara                                    | Nissan VRH                                 |
| 2007                        | Алекс Ллойд                                | Sam Schmidt Motorsports                    | Dallara                                    | Nissan VRH                                 |
| Firestone Indy Lights       |                                            |                                            |                                            |                                            |
| 2008                        | Рафаэл Матос                               | AGR-AFS Racing                             | Dallara                                    | Nissan VRH                                 |
| 2009                        | Джей-Ар Хильдебранд                        | AGR-AFS Racing                             | Dallara                                    | Nissan VRH                                 |
| 2010                        | Жан-Карл Верне                             | Sam Schmidt Motorsports                    | Dallara                                    | Nissan VRH                                 |
| 2011                        | Джозеф Ньюгарден                           | Sam Schmidt Motorsports                    | Dallara                                    | Nissan VRH                                 |
| 2012                        | Тристан Вотье                              | Sam Schmidt Motorsports                    | Dallara                                    | Nissan VRH                                 |
| 2013                        | Сейдж Карам                                | Schmidt Peterson Motorsports               | Dallara                                    | Nissan VRH                                 |
| 2014                        | Габби Чавес                                | Belardi Auto Racing                        | Dallara                                    | Nissan VRH                                 |
| 2015                        | Спенсер Пигот                              | Juncos Racing                              | Dallara IL-15                              | Mazda MZR-R                                |
| 2016                        | Эд Джонс                                   | Carlin Motorsport                          | Dallara IL-15                              | Mazda MZR-R                                |
| 2017                        | Кайл Кайзер                                | Juncos Racing                              | Dallara IL-15                              | Mazda MZR-R                                |
| 2018                        | Патрисио О'Уорд                            | Andretti Autosport                         | Dallara IL-15                              | Mazda MZR-R                                |
| 2019                        | Оливер Аскью                               | Andretti Autosport                         | Dallara IL-15                              | Mazda MZR-R                                |
| 2020                        | Сезон отменён в связи с пандемией COVID-19 | Сезон отменён в связи с пандемией COVID-19 | Сезон отменён в связи с пандемией COVID-19 | Сезон отменён в связи с пандемией COVID-19 |
| 2021                        | Кайл Кёрквуд                               | Andretti Autosport                         | Dallara IL-15                              | AER MZR-R                                  |
| 2022                        | Линус Лундквист                            | HMD Motorsports                            | Dallara IL-15                              | AER MZR-R                                  |
| Firestone Indy NXT Series   |                                            |                                            |                                            |                                            |
| 2023                        | Кристиан Расмуссен                         | HMD Motorsports                            | Dallara IL-15                              | AER MZR-R                                  |

## Известные пилоты

### Участники чемпионата IndyCar
|    | Пилот            |
| -- | ---------------- |
| 1. | Ана Беатрис      |
| 2. | Марко Греко      |
| 3. | Айртон Даре      |
| 4. | Фелипе Жиаффоне  |
| 5. | Жайме Камара     |
| 6. | Тони Канаан      |
| 7. | Элио Кастроневес |
| 8. | Рафаэл Матос     |
| 9. | Тьяго Медейрос   |

|     | Пилот              |
| --- | ------------------ |
| 10. | Марио Романчини    |
| 11. | Алекс Ллойд        |
| 12. | Марк Тэйлор        |
| 13. | Джей Ховард        |
| 14. | Дэн Уэлдон         |
| 15. | Ориоль Сервия      |
| 16. | Марти Рот          |
| 17. | Пол Трейси         |
| 18. | Себастьян Сааведра |

|     | Пилот                 |
| --- | --------------------- |
| 19. | Марио Домингес        |
| 20. | Адриан Фернандес      |
| 21. | Ари Лёйендейк-младший |
| 22. | Скотт Диксон          |
| 23. | Марко Андретти        |
| 24. | Ричард Антинуччи      |
| 25. | Таунсенд Белл         |
| 26. | Билли Боат            |
| 27. | Робби Бюл             |

|     | Пилот         |
| --- | ------------- |
| 28. | Фил Гиблер    |
| 29. | Майк Грофф    |
| 30. | Робби Грофф   |
| 31. | Пол Дана      |
| 32. | Пи-Джей Джонс |
| 33. | Базз Калкинс  |
| 34. | Эд Карпентер  |
| 35. | Джек Миллер   |
| 36. | Кейси Мирс    |

|     | Пилот            |
| --- | ---------------- |
| 37. | Джонни О`Коннелл |
| 38. | Джефф Симмонс    |
| 39. | Эй-Джей Фойт IV  |
| 40. | Скотт Харрингтон |
| 41. | Брайан Херта     |
| 42. | Пи-Джей Чессон   |
| 43. | Кори Уитерилл    |
| 44. | Дидье Андре      |
| 45. | Хидэки Муто      |

### Прочие известные пилоты
|    | Пилот                  |
| -- | ---------------------- |
| 1. | Джейсон Брайт          |
| 2. | Пол Моррис             |
| 3. | Хуан Мануэль Фанхио II |
| 4. | Андре Рибейро          |

|    | Пилот          |
| -- | -------------- |
| 5. | Джонни Кейн    |
| 6. | Томми Бирн     |
| 7. | Дэмьен Фолкнер |
| 8. | Дерек Хиггинс  |

|     | Пилот         |
| --- | ------------- |
| 9.  | Гвидо Дакко   |
| 10. | Луис Диас     |
| 11. | Родолфо Лавин |
| 12. | Стив Миллен   |

|     | Пилот                   |
| --- | ----------------------- |
| 13. | Джефф Андретти          |
| 14. | Уолли Далленбах-младший |
| 15. | Тони Джордж             |
| 16. | Эдди Лосон              |

|     | Пилот        |
| --- | ------------ |
| 17. | Винс Нил     |
| 18. | Марк Смит    |
| 19. | Джон Фогарти |
| 20. | Франк Фреон  |

### Комментарии
1. ↑  Два Гран-при детройтский и монтерейский имеют в календаре по две гонки, а всего в сезоне 14 заездов.